# Petroeuro
Un petroeuro és una transacció petroliera valorada en euros en lloc de dòlars (petrodòlar). El comerç de qualsevol recurs natural, incloent-hi el petroli, es controla a través d'associacions d'intercanvi que involucren exportadors i importadors del recurs, en un mercat definit, i a través d'un tractat de comerç. Els principals països que tenen reserves petrolieres des de la caiguda de la producció als Estats Units estan dominats per l'OPEP, i per això l'OPEP pot escollir dòlars, euros, iens o qualsevol altra divisa sempre que es percebi un avantatge política o econòmica. Des dels acords de 1971 i 1973, tot el petroli de l'OPEP es ven exclusivament en dòlars nord-americans. Això crea una demanda permanent de dòlars en els mercats de canvi internacionals.